# 彭寧頓縣 (明尼蘇達州)
彭寧頓縣（英語：Pennington County）是美國明尼蘇達州西北部的一個縣。面積1,601平方公里。根據美國2000年人口普查，共有人口13,584人。縣治錫夫里弗福爾斯 (Thief River Falls)。
成立於1910年11月23日，縣名紀念蘇線鐵路主席Edmund Pennington。